# Paradise City Festival
Het Paradise City Festival, kort Paradise City, is een Belgisch indie, elektronisch, underground en ecologisch muziekfestival in harmonie met de natuur in het park rond het kasteel van Perk bij het dorp Perk in de Vlaams-Brabantse gemeente Steenokkerzeel. De eerste editie ging door in 2015, met de zegen van graaf Paul de Lannoy, eigenaar van het domein. Het festival werd bekroond als meest duurzame festival ter wereld. Van 2020 tot en met 2023 won het festival al vier jaar op rij een "outstanding" certification van A Greener Festival, in 2024 was het festival de laureaat van de AGF International Greener Festival Award.
Het festival heeft elk jaar meer dan dertigduizend bezoekers voor het aanbod techno en dance, verspreid over de drie dagen. De eerste editie in 2015 ging door in een hittegolf, bij de tweede editie waren er hevige stortbuien. In 2020 werd in volle coronapandemie een mini-editie georganiseerd waar de kleine groep deelnemers elk in een bubbel van acht personen van op een van de 36 vlotten de optredens kon volgen.
Het festival werkt systematisch met herbruikbare bekers, gefilterd water, ecologische toiletten, stevige kartonnen tenten op de camping die gerecycleerd worden, groen stroom van zonnepanelen en biodiesel, en foodtrucks met een aanbod van vegetarische en veganistische gerechten, naast gemalen krekels. Bezoekers, en optredende artiesten, worden uitgenodigd na te denken over hun verplaatsing, en een mobiliteitsplan, in samenwerking met de NMBS en de Europese Commissie biedt openbaar vervoer opties, ook voor langere afstanden. Sinds 2023 wordt om voeding met verpakking mee te brengen bij het campeerticket een ontbijtbuffet met seizoensgebonden en lokale producten in de prijs inbegrepen.